# Фрида Фром Рајхман
Фрида Фром Рајхман (Карлсруе, 23. октобар 1889 — Роквил, 28. април 1957) је била немачки психијатар и савременик Сигмунда Фројда који је емигрирао у Сједињене Америчке Државе током Другог светског рата. Била је жена пионир у науци, посебно у психологији и лечењу схизофреније. Позната је по томе што је сковала сада широко распрострањени израз Шизофреногена мајка. Године 1948. је написала да је шизофреничар болно неповерљив и огорчен на друге људе, због озбиљног раног искривљавања и одбацивања на које је наилазио код важних људи у току свог детињства, по правилу, углавном код мајке.

## Публикације
Следећи своје јеврејске корене, преферирала је усмену традицију хасидске легенде: „Прича мора бити испричана на такав начин да сама по себи представља помоћ”. На крају 1950. објавила је низ својих предавања окупљених као Principles of Intensive Psychotherapy. Првих пет поглавља је посвећено темпераменту терапеута и контра–трансферу од стране терапеута у оквиру лечења.
Објавила је чланке о мигрени, стереотипима и мајкама које доминирају, као и о раду са психотичарима. Године 1937. наводи да је мигрена симптом настао када је несвесна непријатељска тенденција усмерена нарочито на уништавање интелигенције неког објекта и осећај кривице окреће ту тенденцију. Код психотичара, у стереотипима види компромис између тенденције изражавања одређених (нежних или непријатељских) импулса објекта и склоности потискивању ових импулса из страха од одбијања. Такође је приметила све веће присуство доминантних мајки.
Њена дела (нека објављена постхумно) су:
- Fromm-Reichmann, F. (1948): Bemerkungen zur Behandlung der Schizophrenie in der psychoanalytischen Psychotherapie. Heilung durch Wiederherstellung von Vertrauen. In: P. Matussek (1976, Hg.): Psychotherapie schizophrener Psychosen. Hamburg: Hoffmann & Campe, S. 34-52
- Fromm-Reichmann, F. (1950): Principles of intensive psychotherapy. Chicago: University of Chicago Press.
- Fromm-Reichmann, F. (1959): Psychoanalysis and psychotherapy. Selected papers. Chicago: University of Chicago Press.
- Fromm-Reichmann, F. (1989): Psychoanalysis and psychosis. Madison: International Universities Press.
- Reichmann, F. (1913): Ueber Pupillenstörungen bei Dementia praecox. In: Archiv für Psychiatrie und Nervenkrankheiten 53, (1), pp. 302–321.
- Reichmann, F., K. Goldstein (1920): Über praktische und theoretische Ergebnisse aus den Erfahrungen an Hirnschussverletzten. Berlin: Springer.